# Енсхајм
Енсхајм (њем. Ensheim) општина је у њемачкој савезној држави Рајна-Палатинат. Једно је од 69 општинских средишта округа Алцеј-Вормс. Према процјени из 2010. у општини је живјело 426 становника. Посједује регионалну шифру (AGS) 7331019.

## Географски и демографски подаци
Енсхајм се налази у савезној држави Рајна-Палатинат у округу Алцеј-Вормс. Општина се налази на надморској висини од 185 метара. Површина општине износи 3,9 km². У самом мјесту је, према процјени из 2010. године, живјело 426 становника. Просјечна густина становништва износи 108 становника/km².

## Међународна сарадња
| Мјесто   | Држава    | Врста сарадње | Од    |
| -------- | --------- | ------------- | ----- |
| Домармон | Француска | партнерство   | 1986. |
| Извор    |           |               |       |